# Acacia barahonensis
Acacia barahonensis är en ärtväxtart som beskrevs av Ignatz Urban och Erik Leonard Ekman. Acacia barahonensis ingår i släktet akacior, och familjen ärtväxter. Inga underarter finns listade i Catalogue of Life.